# Sam Huff
Robert Lee «Sam» Huff (Farmington, Virginia Occidental, 4 de octubre de 1934 - Winchester, Virginia, 13 de noviembre del 2021) fue un jugador de fútbol americano quien jugaba en la posición de linebacker en la liga nacional de fútbol (NFL) para los New York Giants y los Washington Redskins. 

## Biografía
Durante su juventud participó en el fútbol universitario para la Universidad de Virginia occidental. Es miembro del Salón de la Fama del Fútbol Americano Universitario y, posteriormente en 1982, del salón de la fama de Salón de la Fama del Fútbol Americano Profesional.
En el 2013 se le diagnosticó demencia. Murió a la edad de 87 años el 13 de noviembre del 2021 en un hospital de Winchester, en Virginia.